# میکائیل شهرستانی
میکائیل شهرستانی(میکائیل شهرستانی نژاد) (زاده ۱ اسفند سال ۱۳۴۱ در تهران) بازیگر، گوینده، کارگردان و مدرس تئاتر است.

## زندگی
میکائیل شهرستانی در سال ۱۳۶۴ از مدرسه عالی بازیگری صدا و سیما فارغ‌التحصیل شد و نخستین حضور رسمی‌اش روی صحنه تئاتر در سال ۱۳۶۱ در تئاتر «سرود سرخ برادری» به کارگردانی ناصر نجفی و در سالن قشقایی تئاتر شهر بود. وی از آن زمان در سمت بازیگر، کارگردان، طراح صحنه در تئاتر، تلویزیون، رادیو و سینما به فعالیتش ادامه داد. او یکی از ماندگارترین نقش‌هایش را در نمایش «سحوری» به نمایش گذاشت. در دهه ۷۰ خورشیدی زوج هنری شهرستانی و مصطفی عبداللهی در نمایش های گروه هنر به کارگردانی قطب الدین صادقی در تئاتر ایران بسیار مطرح و زبانزد شده بود. وی در کنار کارگردانی و بازیگری به آموزش تخصصی بازیگری به علاقه‌مندان مشغول است و در پایان هر ترم آموزشی یکی از نمایشنامه‌های مطرح را با ترکیب حضور فارغ التحصیلان آکادمی و عوامل حرفه ای به روی صحنه می‌برد.

## آثار

### تئاتر
| نام نمایش                  | کارگردان         | سمت                        | سال  |
| -------------------------- | ---------------- | -------------------------- | ---- |
| سرود سرخ برادری            | ناصر نجفی        | بازیگر                     | ۱۳۶۱ |
| پرومته در زنجیر            | مجید جعفری       | بازیگر                     | ۱۳۶۳ |
| دایی وانیا                 | محمد رحمانیان    | بازیگر                     | ۱۳۶۴ |
| مرگ فروشنده                | محمد رحمانیان    | بازیگر                     | ۱۳۶۵ |
| ازدواج آقای می‌سی‌سی‌پی       | حمید سمندریان    | بازیگر                     | ۱۳۶۶ |
| سلطان مار                  | مازیار لرستانی   | بازیگر                     | ۱۳۶۶ |
| شاه اسکوریال               | حمید افشار       | بازیگر                     | ۱۳۶۶ |
| تراژدی غربت                | مهدی شمسایی      | بازیگر                     | ۱۳۶۶ |
| پدر                        | علی پویان        | بازیگر                     | ۱۳۶۷ |
| آخر بازی                   | پروانه مژده      | بازیگر                     | ۱۳۶۸ |
| سی ـ مرغ، سیمرغ            | قطب‌الدین صادقی   | بازیگر                     | ۱۳۶۸ |
| در منطقه جنگی              | میکائیل شهرستانی | طراح و کارگردان            | ۱۳۷۰ |
| هملت                       | قطب‌الدین صادقی   | بازیگر                     | ۱۳۷۰ |
| بهرام چوبینه               | قطب‌الدین صادقی   | بازیگر                     | ۱۳۷۱ |
| مویه جم                    | قطب‌الدین صادقی   | بازیگر                     | ۱۳۷۳ |
| زنان صبرا، مردان شتیلا     | قطب‌الدین صادقی   | بازیگر                     | ۱۳۷۶ |
| آرش                        | قطب‌الدین صادقی   | بازیگر                     | ۱۳۷۷ |
| پرواز                      | میکائیل شهرستانی | طراح و کارگردان            | ۱۳۷۷ |
| جنایت و مکافات             | میکائیل شهرستانی | طراح و کارگردان            | ۱۳۷۷ |
| مهر و آینه‌ها               | حمید امجد        | بازیگر                     | ۱۳۷۸ |
| هفت قبیله گمشده            | قطب‌الدین صادقی   | بازیگر                     | ۱۳۷۹ |
| هملت                       | میکائیل شهرستانی | طراح و کارگردان            | ۱۳۷۹ |
| سحوری                      | قطب‌الدین صادقی   | بازیگر                     | ۱۳۸۰ |
| مریم و مردآویج             | بهزاد فراهانی    | بازیگر                     | ۱۳۸۱ |
| خاطرات هنرپیشهٔ نقش دوم     | هادی مرزبان      | بازیگر                     | ۱۳۸۱ |
| سانتاکروز                  | هما روستا        | بازیگر                     | ۱۳۸۴ |
| خرده جنایت‌های زن‌وشوهری     | سهراب سلیمی      | بازیگر                     | ۱۳۸۴ |
| زکریای رازی                | مجید جعفری       | بازیگر                     | ۱۳۸۴ |
| آرش                        | میکائیل شهرستانی | طراح و کارگردان            | ۱۳۸۴ |
| آژدهاک                     | میکائیل شهرستانی | طراح و کارگردان            | ۱۳۸۴ |
| آهنگ های شکلاتی            | میکائیل شهرستانی | کارگردان                   | ۱۳۸۵ |
| گوشه نشینان آلتونا         | مریم معترف       | بازیگر                     | ۱۳۸۵ |
| شب بخیر جناب کنت           | میکائیل شهرستانی | کارگردان                   | ۱۳۸۶ |
| خانه برناردا آلبا          | میکائیل شهرستانی | طراح و کارگردان            | ۱۳۸۹ |
| دایی وانیا                 | میکائیل شهرستانی | طراح و کارگردان            | ۱۳۹۰ |
| اگر نرفته بودی             | قطب الدین صادقی  | بازیگر                     | ۱۳۹۰ |
| شاعر                       | میکائیل شهرستانی | طراح و کارگردان            | ۱۳۹۱ |
| مکبث                       | قطب الدین صادقی  | بازیگر                     | ۱۳۹۱ |
| مرگ تصادفی یک آنارشیست     | مصطفی عبداللهی   | بازیگر                     | ۱۳۹۲ |
| پرواز                      | میکائیل شهرستانی | طراح و کارگردان            | ۱۳۹۳ |
| هفت پرده                   | میکائیل شهرستانی | طراح و کارگردان            | ۱۳۹۳ |
| درپوست شیر                 | میکائیل شهرستانی | طراح و کارگردان            | ۱۳۹۳ |
| سلام...خداحافظ             | میکائیل شهرستانی | طراح و کارگردان            | ۱۳۹۳ |
| پدر                        | میکائیل شهرستانی | طراح و کارگردان            | ۱۳۹۴ |
| خانه برناردا آلبا          | میکائیل شهرستانی | طراح و کارگردان            | ۱۳۹۴ |
| شاعر                       | میکائیل شهرستانی | طراح و کارگردان            | ۱۳۹۵ |
| باغ وحش شیشه ای            | میکائیل شهرستانی | کارگردان                   | ۱۳۹۶ |
| ملودی شهر بارانی           | میکائیل شهرستانی | کارگردان                   | ۱۳۹۶ |
| ابله ها                    | میکائیل شهرستانی | طراح و کارگردان            | ۱۳۹۶ |
| آوازه‌خوان خیابان‌های منهتن  | میکائیل شهرستانی | بازیگر و کارگردان          | ۱۳۹۷ |
| هملت                       | میکائیل شهرستانی | طراح و کارگردان            | ۱۳۹۷ |
| برای خرید که نباید پول داد | مهدی ارجمند      | طراح صحنه و مشاور کارگردان | ۱۳۹۸ |
| مرده فروشی                 | مهدی ارجمند      | دراماتورژ و مشاور کارگردان | ۱۳۹۸ |
| داستان های پزشک محبوب من   | میکائیل شهرستانی | طراح و کارگردان            | ۱۳۹۸ |
| آگوست در اوسیج کانتی       | میکائیل شهرستانی | طراح و کارگردان            | ۱۳۹۹ |
| شاعر                       | میکائیل شهرستانی | طراح و کارگردان            | ۱۴۰۰ |

### سینما
| فیلم                   | کارگردان         | نویسنده        | سمت      | سال  |
| ---------------------- | ---------------- | -------------- | -------- | ---- |
| تمرین برای اجرا‏        | محمدعلی سجادی    | محمدعلی سجادی  | بازیگر   | ۱۳۹۴ |
| زندگی با حضور یک دیوار | میکائیل شهرستانی | علی زرنگار     | کارگردان | ۱۳۹۱ |
| صداها‏                  | فرزاد مؤتمن      | سعید عقیقی     | بازیگر   | ۱۳۸۷ |
| ‏حافظ‏                   | ابوالفضل جلیلی   | ابوالفضل جلیلی | بازیگر   | ۱۳۸۵ |
| سایه به سایه‏           | علی ژکان         | علی ژکان       | بازیگر   | ۱۳۷۵ |

### تلویزیون
| فیلم                               | کارگردان             | سمت      | سال  |
| ---------------------------------- | -------------------- | -------- | ---- |
| معمای شاه                          | محمدرضا ورزی         | بازیگر   | ۱۳۹۴ |
| آواز در باران                      | صدرالدین شجره        | بازیگر   | ۱۳۸۷ |
| پاتوق                              | شاهین باباپور        | بازیگر   | ۱۳۸۶ |
| پنجره                              | وحید حسینی           | بازیگر   | ۱۳۸۵ |
| نسیم وصل                           | محسن شهابی           | بازیگر   | ۱۳۸۳ |
| پدر خاک                            | نادر کجوری           | بازیگر   | ۱۳۸۰ |
| بازگشت به زندگی                    | سید احمد سید پایداری | بازیگر   | ۱۳۷۹ |
| کمین                               | مسعود کرامتی         | بازیگر   | ۱۳۷۹ |
| تصویر یک رؤیا                      | احمد امینی           | بازیگر   | ۱۳۷۵ |
| دو روز در جاده (تله فیلم)          | شاهین باباپور        | بازیگر   | ۱۳۸۹ |
| مهمانی درندگان (تله تئاتر)         | رشید بهنام           | بازیگر   | ۱۳۸۵ |
| آهسته با گل سرخ (تله تئاتر)        | میکائیل شهرستانی     | کارگردان | ۱۳۸۳ |
| باغ زیتون (تله تئاتر)              | نادر برهانی‌مرند      | بازیگر   | ۱۳۷۷ |
| مهمان (تله تئاتر)                  | رویا اسدی            | بازیگر   | ۱۳۷۶ |
| دنباله شو نگیر(تله تئاتر)          | میکائیل شهرستانی     | کارگردان | ۱۳۷۳ |
| نسیم تماشا (۳۰ قسمت)               | میکائیل شهرستانی     | بازیگر   | ۱۳۷۵ |
| پند پارسی (۱۳ قسمت)                | میکائیل شهرستانی     | کارگردان | ۱۳۷۵ |
| شعبده باز (تله تئاتر)              | پروانه مژده          | بازیگر   | ۱۳۷۵ |
| بخش‌های نمایشی جنگ تصویری"با طراوت" | میکائیل شهرستانی     | کارگردان | ۱۳۷۳ |
| چراغ گاز‏(تله تئاتر)                | پروانه مژده          | بازیگر   | ۱۳۷۲ |
| درای طلوع                          | میکائیل شهرستانی     | کارگردان | ۱۳۷۱ |

### رادیو
| نمایش                                        | سمت               |
| -------------------------------------------- | ----------------- |
| گوژپشت نتردام                                | کارگردان و بازیگر |
| شاهزاده و گدا                                | کارگردان و بازیگر |
| آرزوهای بزرگ                                 | کارگردان و بازیگر |
| بینوایان                                     | کارگردان و بازیگر |
| الیورتویست                                   | کارگردان و بازیگر |
| تسخیر شدگان                                  | کارگردان و بازیگر |
| برادران کارامازوف                            | کارگردان و بازیگر |
| ابله                                         | کارگردان و بازیگر |
| جین ایر                                      | کارگردان و بازیگر |
| مکبث                                         | کارگردان و بازیگر |
| هملت                                         | کارگردان و بازیگر |
| اتللو                                        | کارگردان و بازیگر |
| طاعون                                        | کارگردان و بازیگر |
| دشمن مردم                                    | بازیگر            |
| گوشه نشینان آلتونا                           | بازیگر            |
| دشمن مردم                                    | بازیگر            |
| صراط ۱۳۹۰                                    | کارگردان          |
| میانبری به سوی بهشت۱۳۹۱                      | کارگردان و بازیگر |
| سرمایه واقعی                                 | کارگردان و بازیگر |
| مربای بالنگ ۱۳۹۱                             | کارگردان و بازیگر |
| مرتضی کم آورده؟!۱۳۹۱                         | کارگردان و بازیگر |
| اندوه ۱۳۹۱                                   | کارگردان و بازیگر |
| راز خاک کبودان۱۳۹۱                           | کارگردان          |
| شب بلند بیقراری۱۳۹۱                          | کارگردان          |
| راست پنجگاه۱۳۹۱                              | کارگردان          |
| هویدا در مسجد۱۳۹۱                            | کارگردان          |
| درخت زیبای من ۱۳۹۱                           | کارگردان          |
| تک تیر انداز۱۳۹۱                             | کارگردان          |
| داستان دو شهر ۱۳۹۲                           | کارگردان و بازیگر |
| در عمق آب ها۱۳۹۲                             | کارگردان و بازیگر |
| کمدی انسانی۱۳۹۲                              | کارگردان          |
| نوجوانمرد۱۳۹۳                                | کارگردان          |
| مهره سرخ۱۳۹۳                                 | کارگردان          |
| یادگار سال های جنگ ۱۳۹۳                      | کارگردان و بازیگر |
| مجموعه منتخب هیچکاک ۱۳۹۴                     | کارگردان          |
| بازگشت به خانه پدری ۱۳۹۴                     | کارگردان و بازیگر |
| دیدار ۱۳۹۴                                   | کارگردان          |
| بهشت ۱۳۹۴                                    | کارگردان          |
| در مرز توران ۱۳۹۴                            | کارگردان          |
| مرزداران دریای پارس ۱۳۹۴                     | کارگردان          |
| آوای کهکشان ها ۱۳۹۷                          | بازیگر            |
| هزار افسان(سیصد قسمت)۱۳۹۷                    | کارگردان          |
| ضحاک ۱۳۹۸                                    | کارگردان و بازیگر |
| نردبام ترقی                                  | کارگردان و بازیگر |
| کوه خفته                                     | کارگردان و بازیگر |
| دزد و سگ ها                                  | کارگردان و بازیگر |
| ضیافت                                        | کارگردان و بازیگر |
| به نوبت                                      | کارگردان و بازیگر |
| سرزمین دور                                   | کارگردان و بازیگر |
| دختر سروان                                   | کارگردان و بازیگر |
| برادر ایام                                   | کارگردان و بازیگر |
| اسرار مرد منزوی                              | کارگردان و بازیگر |
| مرضیه                                        | کارگردان و بازیگر |
| به سوی سرنوشت                                | کارگردان و بازیگر |
| قتل در استایلز                               | کارگردان و بازیگر |
| رودین                                        | کارگردان و بازیگر |
| پیچک                                         | کارگردان و بازیگر |
| میلاد                                        | کارگردان و بازیگر |
| سرزمین باد                                   | کارگردان و بازیگر |
| یاقوت درشت                                   | کارگردان و بازیگر |
| مرد لب کج                                    | کارگردان و بازیگر |
| شکار یک سیاه پوست                            | کارگردان و بازیگر |
| مردی که عوض شده بود                          | کارگردان و بازیگر |
| تماشاخانه ی اوزاکا                           | کارگردان و بازیگر |
| الفبای جنایت                                 | کارگردان و بازیگر |
| پیرمرد و دریا                                | کارگردان و بازیگر |
| خانه افسون زده                               | کارگردان و بازیگر |
| روباه                                        | کارگردان و بازیگر |
| آخرین ضربه                                   | کارگردان و بازیگر |
| راه آهن مخفی                                 | کارگردان و بازیگر |
| لک لک ها بر بام                              | کارگردان و بازیگر |
| حضرت یوسف (علیه السلام)                      | کارگردان و بازیگر |
| مرغ، دانه، دام                               | کارگردان و بازیگر |
| جاسوسی در اهرام مصر                          | کارگردان و بازیگر |
| حضرت عیسی (علیه السلام)                      | کارگردان و بازیگر |
| حضرت ابراهیم (علیه السلام)                   | کارگردان و بازیگر |
| ماندلا                                       | کارگردان و بازیگر |
| دسته گلی برای الجرنون                        | کارگردان و بازیگر |
| زمین                                         | کارگردان و بازیگر |
| جان گابریل بورکمن                            | کارگردان و بازیگر |
| یک بام و دو هوا                              | کارگردان و بازیگر |
| قول                                          | کارگردان و بازیگر |
| حادثه در کامبِرلند                            | کارگردان و بازیگر |
| مردان فاخر                                   | کارگردان و بازیگر |
| جنایت خفته                                   | کارگردان و بازیگر |
| سرزمین سبز                                   | کارگردان و بازیگر |
| کارآگاه در هتل دِلمار                         | کارگردان و بازیگر |
| دو داستان کوتاه از آلبرتو موراویا            | کارگردان و بازیگر |
| بُشر و مِلیخا                                  | کارگردان و بازیگر |
| بباره باران                                  | کارگردان و بازیگر |
| دو داستان کوتاه از فِرانک اوکانِر              | کارگردان و بازیگر |
| دو داستان از قرآن                            | کارگردان و بازیگر |
| شهیدی در محاق                                | کارگردان و بازیگر |
| دو داستان کوتاه از بِرانیسلاو نوشیج           | کارگردان و بازیگر |
| اجباری                                       | کارگردان و بازیگر |
| دو داستان کوتاه از تولستوی                   | کارگردان و بازیگر |
| دو داستان کوتاه از اِِستیفِِن کرین               | کارگردان و بازیگر |
| دو داستان کوتاه از آلبِِرگی دوپاماسان          | کارگردان و بازیگر |
| دو متر و بیست و یک                           | بازیگر            |
| دو داستان کوتاه از کارل چاپک                 | کارگردان و بازیگر |
| دو داستان کوتاه از هکتور هیو مونرو (ساکی)    | کارگردان و بازیگر |
| دو داستان کوتاه از ساتیا جیت رای             | کارگردان و بازیگر |
| هزار خورشید درخشان                           | کارگردان و بازیگر |
| وداع، گُل ساری! گل زرد من!                    | بازیگر            |
| مردی از تبار رسولان                          | کارگردان و بازیگر |
| بر می گردیم                                  | کارگردان و بازیگر |
| گذر از تردید                                 | کارگردان و بازیگر |
| غار گپو                                      | کارگردان و بازیگر |
| قدمگاه                                       | کارگردان و بازیگر |
| مرگ راجر آکروید                              | کارگردان و بازیگر |
| میثاق خون                                    | کارگردان و بازیگر |
| هواپیماربایی                                 | کارگردان و بازیگر |
| جنایت در جزیره                               | کارگردان و بازیگر |
| راز کفش های زرد                              | کارگردان و بازیگر |
| جزیره ای در طوفان                            | کارگردان و بازیگر |
| گلادیاتور                                    | کارگردان و بازیگر |
| دونا                                         | کارگردان و بازیگر |
| سلطنت کوتاه و خیالی پپین چهارم               | کارگردان و بازیگر |
| مردی در هاوانا                               | کارگردان و بازیگر |
| آزادی سیاه پوستان                            | کارگردان و بازیگر |
| اسرار پنهان                                  | کارگردان و بازیگر |
| بازی پنهان                                   | کارگردان و بازیگر |
| ماجراجوی جوان                                | کارگردان و بازیگر |
| حادثه ای در دسامبر                           | کارگردان و بازیگر |
| تندیس گمشده                                  | کارگردان و بازیگر |
| پرومته آمریکایی                              | کارگردان و بازیگر |
| الیاس پورتولو                                | کارگردان و بازیگر |
| صیادان ماه                                   | کارگردان و بازیگر |
| خاکسپاری                                     | کارگردان و بازیگر |
| ژاکلین                                       | کارگردان و بازیگر |
| زمستان                                       | کارگردان و بازیگر |
| جری جوان                                     | کارگردان و بازیگر |
| دست‌های گرم آن دیوانه                         | کارگردان و بازیگر |
| ملک خانواده‌ی باسکرویل                        | کارگردان و بازیگر |
| زندگی                                        | کارگردان و بازیگر |
| خونگاه عشق                                   | کارگردان و بازیگر |
| جوآنا                                        | کارگردان و بازیگر |
| آنا و سرنوشت                                 | کارگردان و بازیگر |
| پلکان مخفی                                   | کارگردان و بازیگر |
| بهشت گمشده                                   | کارگردان و بازیگر |
| قتل در نیمه شب                               | کارگردان و بازیگر |
| آخرین بازمانده‌ی خرس های خاکستری              | کارگردان و بازیگر |
| محمد رسول الله - توطئه کفار و مشرکان         | کارگردان و بازیگر |
| محمد رسول الله - دوران سرگشتگی               | کارگردان و بازیگر |
| محمد رسول الله - هجرت به مدینه               | کارگردان و بازیگر |
| محمد رسول الله - از غزوه بدر تا احد          | کارگردان و بازیگر |
| هفت امضاء                                    | کارگردان و بازیگر |
| محمد رسول الله - از غزوه بنی‌نضیر تا بنی‌قُرَیظه | کارگردان و بازیگر |
| محمد رسول الله - از غزوه بنی‌مُصطَلق تا فتح مکه | کارگردان و بازیگر |
| قهرمان واقعی                                 | کارگردان و بازیگر |
| بی خوابی                                     | بازیگر            |
| بار اضافی                                    | کارگردان و بازیگر |
| آهنگساز                                      | کارگردان و بازیگر |
| قاتل فراری                                   | کارگردان و بازیگر |
| کتاب مرموز                                   | کارگردان و بازیگر |
| آتش یخ زده                                   | کارگردان و بازیگر |
| در واپسین دقیقه                              | کارگردان و بازیگر |
| بازگشت یک مرده                               | کارگردان و بازیگر |
| من، بابا و یک کوماندو                        | کارگردان و بازیگر |
| پایان اندوه                                  | کارگردان و بازیگر |
| گذرگاه زندگی                                 | کارگردان و بازیگر |
| گفت و گو در سیسیل                            | کارگردان و بازیگر |
| گرداب                                        | بازیگر            |
| حضرت موسی (علیه السلام)                      | کارگردان و بازیگر |
| فراری                                        | کارگردان و بازیگر |
| مانند محبت                                   | کارگردان و بازیگر |
| مرد تنها                                     | کارگردان و بازیگر |
| ترغیب                                        | کارگردان و بازیگر |
| فرود جریره                                   | کارگردان و بازیگر |
| داوود و سلیمان (علیهم السلام)                | کارگردان و بازیگر |
| باغ مخفی                                     | کارگردان و بازیگر |
| بیابان تاتارها                               | کارگردان و بازیگر |
| ماجرای لولا گِرِگ                              | کارگردان و بازیگر |
| از دست رفته                                  | کارگردان و بازیگر |
| سوران سرد                                    | بازیگر            |
| فراموشی                                      | کارگردان و بازیگر |
| نزاع                                         | کارگردان و بازیگر |
| بیابان تاتارها                               | کارگردان و بازیگر |
| خنجر ونیزی                                   | کارگردان و بازیگر |
| تقدیر                                        | کارگردان و بازیگر |
| مرد منزوی                                    | کارگردان و بازیگر |
| شکار خرس                                     | کارگردان و بازیگر |
| زنده‌باد زاپاتا                               | کارگردان و بازیگر |
| جزیره ی اسب ها                               | کارگردان و بازیگر |
| راز اِلِن                                      | کارگردان و بازیگر |
| تعطیلات تابستانی                             | کارگردان و بازیگر |
| اگر خورشید برنگردد                           | کارگردان و بازیگر |
| نوجوان مرد                                   | کارگردان و بازیگر |
| اسرار جعبه‌ی موزیک                            | کارگردان و بازیگر |
| اسرار جعبه‌ی موزیک                            | بازیگر            |
| پرندگان هم رفتند                             | کارگردان و بازیگر |
| کروکودیل                                     | کارگردان و بازیگر |
| مردی برای ابدیت                              | کارگردان و بازیگر |
| ابله                                         | کارگردان و بازیگر |
| کمدی انسانی                                  | کارگردان و بازیگر |
| ارشَک تباران                                  | بازیگر            |
| سَده ی خونین                                  | کارگردان و بازیگر |
| پرده                                         | کارگردان و بازیگر |
| کسی به سرهنگ نامه نمی نویسد                  | کارگردان و بازیگر |
| آنتیگونه                                     | بازیگر            |
| قطار ارواح                                   | کارگردان و بازیگر |
| دژ                                           | کارگردان و بازیگر |
| در عمق آبها                                  | کارگردان و بازیگر |
| از درون مه و دود                             | بازیگر            |
| جنایت و مکافات                               | کارگردان و بازیگر |
| چه کسی پالومینو مولرو را کشت؟                | کارگردان و بازیگر |
| دموکراسی آمریکایی                            | کارگردان و بازیگر |
| دونده                                        | کارگردان و بازیگر |
| مگس                                          | کارگردان و بازیگر |
| زورق بی‌حفاظ                                  | کارگردان و بازیگر |
| مثل خودش بود                                 | کارگردان و بازیگر |
| افول                                         | بازیگر            |
| حدیث کرامت                                   | کارگردان و بازیگر |
| کفش های ماهیگیر                              | کارگردان و بازیگر |
| رازها                                        | کارگردان و بازیگر |

### نمایشنامه صوتی
نمایشنامه هایی صوتی که  به صورت اینترنتی روانه بازار شده
- نمایشنامه صوتی"هملت" نوشته ویلیام شکسپیر به کارگردانی میکائیل شهرستانی
- نمایشنامه صوتی"مکبث" نوشته ویلیام شکسپیر به کارگردانی میکائیل شهرستانی
- نمایشنامه صوتی (یک روز دیگر) نوشته میچ آلبوم به صدا و روایت میکاییل شهرستانی

## جوایز
- جایزه ویژه بازیگری در جشن بازیگر خانه تئاتر ۱۳۹۷[۵]
- جایزه‌ی بهترین کارگردانی از جشنواره‌ی بین‌المللی رادیو برای نمایش «برادر ایام» (۱۳۹۱)
- بازیگر برگزیده مرد برای بازی در نمایش‌های(سانتاکروز و خرده جنایت‌های زن و شوهری)در برگزیدگان تئاتر کشور در سال ۱۳۸۴[۶]

و جوایز متعدد بهترین بازیگر رادیو چون :
- بهترین بازیگر مرد(رادیو) برای نمایش دل سگ
- بهترین بازیگر مرد(رادیو) در نخستین جشنواره پلیس